# Hål i världen
Hål i världen är en roman som utgör den första halvan av det engelskspråkiga originalverket The Pillars of Creation samt den sextonde delen i fantasybokserien Sanningens svärd av Terry Goodkind.